# آرینیو
آرینیو (به اسپانیایی: Ariño) یک شهرستان در اسپانیا است که در استان تروئل واقع شده‌است.

## خصوصیات
آرینیو ۸۲ کیلومترمربع مساحت و ۸۹۸ نفر جمعیت دارد.